# Maclellanara
× Maclellanara, (abreviado Mclna.) en el comercio, es un híbrido intergenérico entre los géneros de orquídeas Brassia, Odontoglossum y Oncidium (Brs. x Odm. x Onc.).